# 僧伽跋澄
僧伽跋澄（IAST：Saṁghabhūti），意譯為「眾現」。北印度罽賓國人。精於《阿毘曇毘婆沙論》。

## 生平
僧伽跋澄遍尋名師，完備地修習經律論三藏，博覽眾典，精通禪數方面的經典。尤其是在《阿毗曇鞞婆沙論》的學習上，特別能貫通妙旨。
有志游歷，善觀風俗的僧伽跋澄，在符秦建元十七年到長安游歷。在此之前，由於大乘經典還未廣傳，普遍流行中土的是禪數之學。到長安弘揚佛法的僧伽跋澄，很快的受到重視，被時人以法匠稱譽。
僧伽跋澄在持戒及德行上非常嚴整，超脫塵俗。長安一帶的僧眾以之為軌範。其人，後來杳然而不知去向。

## 譯經貢獻
秘書郎趙正特別崇仰佛法，於是以衣服、飲食、湯藥、房舍等四事供養僧伽跋澄，請求翻譯《鞞婆沙論》，於是由釋道安等集僧宣譯，由僧伽跋澄口誦經本，外國沙門曇摩難提筆受為梵文，佛圖羅剎宣譯，秦沙門敏智筆受為晉本，時建元十九年，自孟夏至仲秋方翻譯完畢。
僧伽跋澄隨身攜有《尊婆須蜜菩薩所集論》梵文本，於建元二十年，再應趙正之請，與曇摩難提、僧伽提婆及竺佛念等譯出《尊婆須蜜菩萨所集論》 十卷。不久，又依趙正之請，於長安石羊寺譯出《僧伽羅剎所集經》三卷。其後，關中亂事興起，遂避難於東晉。姚秦皇初四年（397）返歸伊洛，五年秋，應太尉姚旻之請，與竺佛念共譯《出曜經》三十卷。和僧伽跋澄一同進行譯經的佛圖羅剎，不知何國人士，德業純粹，廣泛涉獵佛典。久遊中土，善於漢言，其宣譯梵文，見重當世。

## 外部連結
- 僧伽跋澄
- 人名規範資料庫
- 《丁福保佛學大辭典》[永久]
- 《說一切有部為主的論書與論師之研究》[永久]